# Poa horridula
Poa horridula är en gräsart som beskrevs av Pilg.. Poa horridula ingår i släktet gröen, och familjen gräs. Inga underarter finns listade i Catalogue of Life.